# دیفلوکورتلون والرات
دیفلوکورتلون والرات (به انگلیسی: Diflucortolone valerate) یک ترکیب شیمیایی با شناسه پاب‌کم ۹۱۶۷۰ است. 